# (30775) Lattu
(30775) Lattu est un astéroïde de la ceinture principale aréocroiseur.

## Description
(30775) Lattu est un astéroïde aréocroiseur. Il présente une orbite caractérisée par un demi-grand axe de 2,78 UA, une excentricité de 0,47 et une inclinaison de 14,3° par rapport à l'écliptique.

## Compléments